# Слон занимается любовью со свиньёй
«Слон занимается любовью со свиньёй» (англ. An Elephant Makes Love to a Pig) — пятый эпизод сериала «Южный Парк», его премьера состоялась 10 сентября 1997 года. На DVD с первым сезоном сериала создатели сериала поменяли название на «Слон трахает свинью» (англ. An Elephant Fucks a Pig); видимо, это название было первоначальным.

## Сюжет
В начале эпизода дети стоят на остановке. Неожиданно Стэн, Кенни и Картман замечают, что рядом с Кайлом находится огромный слон. Это — новый домашний питомец Кайла, однако мать вовсе не собирается разрешать ему оставить слона у себя дома. Также Картман и Кайл обращают внимание на то, что у Стэна под глазом синяк; оказывается, его сестра Шелли имеет привычку избивать брата. Картман делится своими мыслями о том, что его никогда бы не избила баба, а, если только она попытается, он отправит её стирать бельё и готовить ему еду. Когда дети садятся в автобус, они врут мисс Крабтри, что слон — это ребёнок с задержкой в развитии, и та советует «бедной девочке» сесть в автобус школы инвалидов. «Нигде тебе нет места» — говорит Кайл слону.
В классе мистер Гаррисон рассказывает детям о генной инженерии. Кайлу приходит мысль: можно скрестить слона со свиньёй и в результате вывести породу «маленьких вислобрюхих слоников». Мистер Гаррисон предлагает эту идею в качестве научного проекта для четвёрки; однако мальчик из класса Терренс заявляет, что клонирует целого человека раньше, чем те создадут вислобрюхого слоника.
Ночью дети, взяв свинку Картмана Флаффи (несмотря на то, что тот обещает не дать её в обиду) отправляются в страшную генетическую лабораторию, стоящую на горе. Там живёт доктор Альфонс Мефесто с молчаливым обезьяночеловечком Кевином; главным делом учёного является создание существ с несколькими жопами. Мефесто говорит, что идея мальчиков неосуществима, и неожиданно берёт немного крови у Стэна. Дети в испуге убегают.
Шеф объясняет детям, что генетические эксперименты — не лучший путь в решении их проблемы; слон и свинья должны заняться любовью. Для этого дети создают животным эротическую обстановку: спаивают их и заставляют слушать романтическую песню Шефа при участии Элтона Джона, флюиды которой охватывают весь город. Наконец, Шеф говорит детям, что те могут лицезреть великое таинство природы; однако тем совсем не нравится то, что они видят. На следующее утро слон и свинья в ужасе от вчерашнего; Шеф объясняет, что нет ничего страшнее, чем проснуться утром рядом с какой-нибудь свиньёй.
Терренс оказывается племянником доктора Мефесто; тот претворяет в жизнь идею человеческого клона, из капли крови создав дефективное и уродливое гигантское подобие Стэна. Оно отправляется разрушать город. Только с самим Стэном клон способен общаться спокойно. Стэн приводит клона домой, чтобы тот отлупил Шелли за то, что она постоянно бьёт Стэна. Тем не менее, Шелли оказывается сильнее клона. В конце концов клона убивает сам Мефесто, а Шелли, внезапно будто бы проникшаяся сестринской любовью к Стэну, вновь избивает брата.
В качестве научного проекта Терренс с друзьями представляют в классе одно из многожопых созданий Мефесто. Гаррисон считает, что у компании Стэна не осталось шансов, ведь Флаффи так и не родила. Внезапно свинка рожает прямо в классе, но её потомство напоминает не слона, а мистера Гаррисона, и тот присуждает ей первый приз в конкурсе.

## Смерть Кенни
Клон Стэна кидает Кенни в микроволновку, «готовя» его.

## Персонажи
В этом эпизоде впервые появляются:
- Альфонс Мефесто и Кевин
- Шелли Марш
- Шерон Марш
- Флаффи
- Том, телеведущий

В классе сидят (слева направо): Билл; Биби; Клайд; Фосси; Картман; Токен; Кевин; Кайл; Дог Пу; Кенни; Стэн; Энни; Берта. Немногим позже в той же сцене в классе появляются Пип и Терренс (первое появление), а в финальной сцене в классе находится также Баттерс.

## Пародии
- Финальная фраза Картмана «That’ll do, pig» (в русском переводе — «Молодец, свинка») взята из фильма «Четвероногий малыш»[1].
- Сцена, когда Мефесто убивает клона Стэна, а Терренс кричит: «Папа, не-е-е-е-ет!», пародирует эпизод из фильма «Предзнаменование», когда герой Грегори Пека пытается убить Дэмиена в церкви.

## Факты
- В спецавтобусе для детей с отклонениями можно заметить ребёнка, выглядящего в точности как Дог Пу.
- Картман орёт на Кайла в перепалке: «Чего бы тебе не свалить в Сан-Франциско, к остальным евреям?» Девятью сезонами позже, в эпизоде «Угроза самодовольства!», вся семья Кайла переезжает в Сан-Франциско, причём Картману потом приходится спасать их жизни.
- Сцена, в которой Пип спрашивает Стэна, Кайла, Кенни и Картмана: «Что у нас сегодня на ланч? Ланчи-манчи», — взята из невыпущенной (позднее он вышел на DVD) первоначальной редакции пилотного эпизода «Картман и анальный зонд». В своих словах Пип прямо цитирует слова своего полного тёзки Филлипа Пиррипа из романа Чарльза Диккенса «Большие надежды»; позднее идентичность этих персонажей подтвердилась в серии «Пип».
- В этой серии впервые намекается на то, что мать Картмана курит крэк и ведёт неразборчивую половую жизнь. В своём монологе Эрик упоминает, что она «трахается с каким-то мужиком на папиной койке», хотя в эпизоде «Мамаша Картмана — грязная шлюха» выясняется, что у Картмана не только не было отца, но и что он никогда не говорил об этом с матерью.
- Голос Элтона Джона в песне Шефа не настоящий — его спародировал Трей Паркер. В дальнейшем Элтон Джон сам озвучил себя в «Южном Парке», в серии «Шефская помощь».
- Когда Стэн-мутант швыряет мистера Гаррисона, тот разбивает окно магазина Джимбо «Jimbo’s Guns».
- В коротком фрагменте, когда друзья с клоном Стэна заходят в дом Маршей, возле него можно заметить Спарки.
- Шерон волнуется, не подсел ли Стэн на наркотики. В дальнейшем тема беспокойства родителей Стэна по этому поводу будет раскрыта в серии «Я и моё будущее».
- Сцену, когда Шеф «создаёт настроение» слону и свинье, чтобы они занялись любовью, участник команды создателей сериала Али Шайнгл называет своим любимым моментом в сериале[2].
- Первоначально в эпизоде была сцена, в которой Шелли кидается в Стэна зажжёнными спичками, однако руководство Comedy Central её вырезало, чтобы дети не начали кидаться спичками друг в друга, несмотря на то, что сериал не рекомендован для просмотра детям до 17 лет.